# Albania's Next Top Model
Albania's Next Top Model è stato un reality show in onda per due edizioni tra il 2010 e il 2011, versione albanese del format statunitense di Tyra Banks "America's Next Top Model", nel quale un gruppo di aspiranti modelle si sfidano in una varietà di gare per stabilire chi vincerà il titolo di Albania's Next Top Model.
I casting della prima edizione si sono svolti nel mese di ottobre del 2010, nei quali sono state scelte prima 32 semifinaliste, ridotte in seguito a 20. L'edizione è stata condotta dalla modella Aurela Hoxha su Top Channel; due concorrenti sono state squalificate per essere arrivate alle mani a seguito di una lite. La vincitrice è stata la quindicenne Erida Lama.
La seconda edizione, condotta sempre dalla Hoxha, ha visto trionfare la diciannovenne Grejsi Drenn.

## Edizioni
| Edizione | Data d'inizio   | Vincitrice   | Seconda classificata | Altre concorrenti (in ordine di eliminazione) | Numero di concorrenti | Destinazione Internazionale |
| -------- | --------------- | ------------ | -------------------- | --- | --------------------- | --------------------------- |
| 1        | 6 dicembre 2010 | Erida Lama   | Tatjana Ramadani     | Marianthi Koci, Enkelejda Dukaj, Odeta Cuedari, Franceska Jocaj (squalificata), Florinda Marashi (squalificata), Alsona Ivani (ritirata), Ksela Lara, Eralda Hoxhaj, Esterina Tafili, Stela Cara, Valbona Shahini, Jehona Krasniqi (ritirata), Adela Veizi, Nina Zeneli, Sonia Mulaj, Edna Cane, Keidi Jashari, Lorena Skana, Erkida Hunci, Ergi Ceka | 22                    | Pristina                    |
| 2        | 15 giugno 2011  | Grejsi Drenn | Eranda Hazizaj       | Esterina, Enxhi Benga, Ina, Sonja Cinlu, Franceska, Sara, Anisa Karih, Alisa Beqiraj, Artiola Hajdari, Lume Ibraj, Dorisa Kacorra, Erma Balla, Sidorela Sefolli (ritirata), Elena Lika, Rezina Giergialiaj, Majami, Dorina Gegici | 19                    | Roma                        |